# Rhein-Kreis Neuss
Der Rhein-Kreis Neuss ist eine Gebietskörperschaft mit 457.077 Einwohnern (31. Dezember 2024) im nordrhein-westfälischen Regierungsbezirk Düsseldorf. Sitz der Kreisverwaltung ist die Stadt Neuss sowie die Stadt Grevenbroich.

## Geographie
Das Gebiet des Rhein-Kreises Neuss liegt am linken Niederrhein in der Tiefebene der Niederrheinischen Bucht. Östlich bildet der Rhein die Kreisgrenze.
Die höchste Erhebung ist die Vollrather Höhe bei Grevenbroich mit 187 m ü. NN. Der niedrigste Punkt befindet sich mit 29 m ü. NN im Naturschutzgebiet Spey an der Grenze zwischen Meerbusch und Krefeld.
Der Kreis grenzt, im Norden beginnend im Uhrzeigersinn, an die kreisfreien Städte Krefeld, Duisburg und Düsseldorf, an den Kreis Mettmann, an die kreisfreie Stadt Köln, an die Kreise Rhein-Erft-Kreis, Düren und Heinsberg sowie an die kreisfreie Stadt Mönchengladbach und an den Kreis Viersen.
Der Rhein-Kreis Neuss gehört zur Metropolregion Rhein-Ruhr.

## Geschichte
Schon zur römischen Zeit war das Gebiet des heutigen Rhein-Kreises Neuss besiedelt, was u. a. historische Namen wie Novaesium (Neuss) und Durnomagus (Dormagen) beweisen. Neuss gehörte zum Herzogtum Ripuarien. Andere Ortsnamen stammen aus der fränkischen Besiedlung wie beispielsweise Kaarst, Grevenbroich und Rommerskirchen. In dieser Zeit gab es einen Neusser Gau (pagus nivesum bzw. pagus minor ducatus Ripuariorum).
Im Jahre 1816 entstanden in der preußischen Provinz Jülich-Kleve-Berg (ab 1822 Rheinprovinz) der Landkreis Neuß und der Kreis Grevenbroich. 1913 wurde die Stadt Neuss kreisfrei. 1929 erfolgte eine tiefgreifende Gebietsreform. Die Kreise Grevenbroich und der Restkreis Neuss wurden zusammengefasst und der neue Kreis in Landkreis Grevenbroich-Neuß umbenannt. Außerdem kamen die Gemeinden Kleinenbroich, Korschenbroich, Liedberg und Pesch aus dem ehemaligen Landkreis Gladbach hinzu. 1946 wurde er in Kreis Grevenbroich rückbenannt. (siehe hierzu im Einzelnen: Kreis Grevenbroich)
Am 1. Januar 1975 wurde im Zuge der kommunalen Neugliederung in Nordrhein-Westfalen (§ 23 Düsseldorf-Gesetz) die kreisfreie Stadt Neuss als neuer Kreissitz in den Kreis Grevenbroich eingegliedert und dieser in Kreis Neuss umbenannt. Von diesem Zeitpunkt an  war Neuss gemessen an der Einwohnerzahl die größte kreisangehörige (d. h. nicht kreisfreie) Stadt in der Bundesrepublik Deutschland, von den Sonderfällen der verbandsangehörigen Städte Saarbrücken, Hannover und Aachen abgesehen. Mittlerweile ist sie nach Paderborn die zweitgrößte kreisangehörige Stadt. Nachdem der Kreistag des Kreises Neuss dessen Umbenennung beschlossen hatte, genehmigte der Innenminister des Landes Nordrhein-Westfalen am 26. Mai 2003 mit Wirkung vom 1. Juli 2003 den neuen Namen Rhein-Kreis Neuss. Der Kreissitz befindet sich in Neuss, jedoch sind bedeutende Teile der Kreisverwaltung in Grevenbroich angesiedelt.
Seit 2010 ist der Rhein-Kreis Neuss erster Fairtrade-Kreis Deutschlands.

### Einwohnerstatistik

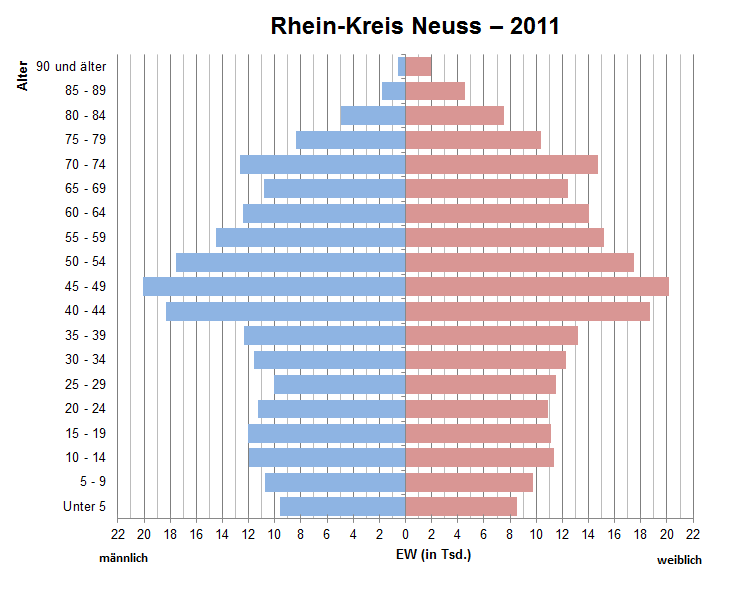
Bevölkerungspyramide für den Rhein-Kreis Neuss (Datenquelle: Zensus 2011)

| Jahr | Einwohner |
| ---- | --------- |
| 1975 | 399.704   |
| 1980 | 412.526   |
| 1985 | 404.768   |
| 1990 | 420.374   |
| 1995 | 435.656   |
| 2000 | 443.865   |
| 2005 | 445.255   |
| 2010 | 443.286   |
| 2015 | 450.026   |
| 2020 | 452.001   |

### Konfessionsstatistik
Gemäß dem Zensus 2011 waren 48,4 % römisch-katholisch, 20,2 % der Einwohner evangelisch und 31,3 % waren konfessionslos oder gehörten einer anderen Glaubensgemeinschaft an. Der Anteil der Protestanten und Katholiken an der Gesamtbevölkerung ist seitdem weiter gesunken. Gemäß dem Zensus 2022 waren 2022 39,9 % der Einwohner katholisch, 16,3 % evangelisch und 43,8 % waren konfessionslos, gehörten einer anderen Glaubensgemeinschaft an oder machten keine Angabe. Laut kirchlicher Statistik waren Ende 2024 von den Einwohnern 139.150 katholisch, zirka 4000 Katholiken weniger wie im Vorjahr.

## Politik
- DIE LINKE.: 2
- Die PARTEI: 1
- GRÜNE: 15
- SPD: 18
- UWG: 2
- ZENTRUM: 1
- FDP: 5
- CDU: 29
- AfD: 3

### Kreistag
Die letzte Kommunalwahl fand im Rhein-Kreis Neuss am 13. September 2020 statt. Die CDU erreichte 37,8 % der Stimmen (29 Sitze), die SPD 23,2 % (18 Sitze), die GRÜNEN 19,0 % (15 Sitze), die FDP 6,9 % (5 Sitze), die AfD 4,5 % (3 Sitze), die Unabhängige Wählergemeinschaft Rhein-Kreis Neuss (UWG) 2,8 % (2 Sitze), DIE LINKE 2,3 % (2 Sitze), Die PARTEI 1,9 % (2 Sitze) und das ZENTRUM 1,2 % (1 Sitz). Nicht im Kreistag vertreten ist die Aktive Bürgergemeinschaft (Die Aktive) mit 0,5 %.
Nach Fraktionen ergibt sich folgende aktuelle Sitzverteilung (Stand November 2020):
| CDU | SPD | GRÜNE | FDP | AfD | Die Linke/ PARTEI         | UWG-FW/ZENTRUM          | Gesamt |
| --- | --- | ----- | --- | --- | ------------------------- | ----------------------- | ------ |
| 29  | 18  | 15    | 5   | 3   | 3 (Die Linke 2, PARTEI 1) | 3 (UWG/FW 2, ZENTRUM 1) | 76     |

CDU, FDP und UWG-FW/ZENTRUM bilden eine Koalition, die gemeinsam mit dem ebenfalls stimmberechtigten Landrat über 38 von 77 Stimmen verfügen. Ebenso haben SPD und GRÜNE eine Kooperation beschlossen, die über 33 von 77 Stimmen verfügt. Keines der beiden Bündnisse verfügt somit über eine absolute Mehrheit.

### Landräte
- 1975–1989: Matthias Hoeren (CDU)
- 1989–1996: Hermann-Josef Dusend (CDU)
- 1996–2009: Dieter Patt (CDU)
- seit 2009: Hans-Jürgen Petrauschke (CDU)

### Oberkreisdirektoren 1975–1996
- 1975–1983: Paul Edelmann (CDU)
- 1984–1996: Klaus-Dieter Salomon (CDU)

### Wappen, Banner und Flagge
| Banner, Wappen und Hissflagge |  |
|                               |  |
|                               |  |

Das aktuelle Logo des Kreises

Das kurkölnische Kreuz und der Löwe deuten die Tradition des Kreises an, der früher zu großen Teilen unter kurkölnischer und Jülicher Herrschaft stand. Durch die kommunale Neugliederung am 1. Januar 1975 trat für den früheren Kreis Grevenbroich insofern eine Änderung ein, als die bis dahin kreisfreie Stadt Neuss in den Kreisverband eingegliedert, Kreisstadt wurde und der Kreis Grevenbroich seitdem Kreis Neuss hieß. Das Wappen des früheren Kreises Grevenbroich gilt unverändert auch für den Rhein-Kreis Neuss.
Das Kreiswappen wurde durch eine Urkunde des Innenministers des Landes Nordrhein-Westfalen am 2. Mai 1952 verliehen. Die Beschreibung des Wappens lautet:
„Im gespaltenen Schild vorne ein schwarzes Kreuz in Silber, hinten ein schwarzer, rotgezungter Löwe in Gold.“
Der Kreis führt folgende Flagge (Verleihungsurkunde vom 10. Dezember 1952):
„Das Kreiswappen auf weißem Grund, dessen beide Längsseiten durch schmale schwarze Streifen begrenzt werden. Die Farben des Kreises sind schwarz-weiss.“

## Kultur

### Bildung
Technologiezentrum Glehn GmbH
Das Technologiezentrum Glehn wurde 1986 gegründet und ist eine 100% Tochter des Rhein-Kreis Neuss. Geschäftsführer sind Raimund Franzen und Benjamin Josephs.
Der Fokus der TZG GmbH liegt im Bereich spezialisierter Weiterbildungsangebote mit dem Schwerpunkt der Entwicklung von Fach- und Führungskräften. Neben kleinen und mittleren Unternehmen zählen auch Organisationen aus der öffentlichen Verwaltung zu den Kunden. Das Bildungsangebot ist umfangreich und wird stetig weiter ausgebaut.
Die Technologiezentrum Glehn GmbH betrachtet es als ihren persönlichen Auftrag, die professionelle Qualifizierung von Fachkräften aus der Region zu gewährleisten, um den Wirtschaftsstandort Rhein-Kreis Neuss aktiv und nachhaltig zu stärken. Besondere Schwerpunkte bilden dabei die Themenbereiche Führung und Management, Change- und Transformationsmanagement, Digitalisierung und KI, IT sowie Nachhaltigkeit und Klimaschutz.
Gemeinnützige Beschäftigungsförderungsgesellschaft mbH Rhein-Kreis Neuss
Die gemeinnützige Beschäftigungsförderungsgesellschaft mbH Rhein-Kreis Neuss (bfg) wurde 2007 gegründet. Sie ist ein 100%iges Tochterunternehmen der Kreistochter Technologiezentrum Glehn GmbH und hat ihren Firmensitz in Neuss. Geschäftsführer sind Raimund Franzen und Benjamin Josephs. Die bfg ist traditionell seit langer Zeit mit kommunalen Institutionen, Einrichtungen, Verbänden, Kammern, Wirtschaftsvertretern, Unternehmen und weiteren Arbeitsmarktakteuren der Region vernetzt.
Im Rahmen der Beschäftigungsförderung im Rhein-Kreis Neuss unterstützt die bfg erfolgreich regionale Arbeitsmarktakteure wie Jobcenter, Agentur für Arbeit und diverse Initiativen des Rhein-Kreises Neuss bei der Umsetzung arbeitsmarktpolitischer Projekte und trägt somit zu einer nachhaltigen Integration arbeitsloser Menschen in den ersten Arbeitsmarkt bei. 
medicoreha Welsink Akademie
Seit 1996 bietet die medicoreha Welsink Akademie mit ihren staatlich anerkannten Fachschulen für Physiotherapie und Ergotherapie über 300 Ausbildungsplätze und das duale Bachelor-Studium „Angewandte Therapiewissenschaften“ in Kooperation mit der Hochschule Niederrhein in der Akademie in Neuss an. Die Prüfungen im Staatsexamen werden durch das Gesundheitsamt des Rhein-Kreis-Neuss abgenommen.

### Partnerschaften

#### Powiat Mikołowski
Der Rhein-Kreis Neuss feiert im Jahr 2019 das 25-jährige Partnerschaftsjubiläum mit seinem polnischen Partnerkreis Powiat Mikołowski (Woiwodschaft Schlesien). Am 9. November 1994 unterzeichnete der Rhein-Kreis Neuss in Mikolów die Partnerschaftsurkunde mit dem damaligen Kommunalverband, bestehend aus den Städten Mikolów, Laziska Górne und Orzesze sowie den Gemeinden Ornontowice und Wyry. Bereits vor der offiziellen Gründung des Kreises Mikolów am 1. Januar 1999 leistete der Rhein-Kreis Neuss auf Anfrage des Bundesinnenministeriums und des Deutschen Landkreistages vielfältige Hilfe und Unterstützung zum Aufbau einer Kreisverwaltung. Zwischen 1994 und 2000 fanden über 100 verschiedene Projekte und Veranstaltungen im Rhein-Kreis Neuss und im Kreis Mikolów statt. Neben Seminaren und Austauschmaßnahmen aus allen Verwaltungsbereichen waren der Jugendaustausch, Schulprojekte, kulturelle Begegnungen, Besuche der (Jugend-)Feuerwehren, Gesundheit, Wirtschaftsförderung und Landwirtschaft die Schwerpunkte der jahrzehntelangen stetig enger werdenden Partnerschaftsbeziehung. Am 26. Mai 2001 wurde die Partnerschaft zwischen dem jetzt gebildeten Kreis Mikolow und dem Rhein-Kreis Neuss neu begründet.
In den vergangenen Jahrzehnten wurden die Schwerpunkte weiter gepflegt und ausgebaut. Neben dem Jugendaustausch standen Bildung und der Aufbau von Partnerschaften zwischen Berufsschulen der beiden Kreise, die musikalische Begegnung und die Energiewende im Zusammenhang mit der EU-Energieunion im Mittelpunkt der Beziehungen.
Mitte September 2019 reist eine Delegation des Rhein-Kreises Neuss unter Leitung von Landrat Hans-Jürgen Petrauschke und unter Teilnahme der Mitglieder des Partnerschaftskomitees Europäische Nachbarn, des Percussions-Ensembles der Musikschule des Rhein-Kreises Neuss, des Berufsbildungszentrums Dormagen und einer Gruppe von Künstlern aus dem Rhein-Kreis Neuss in den Kreis Mikolów, um dort das 20-jährige Bestehen des Kreises Mikolów und das 25-jährige Partnerschaftsjubiläum zwischen beiden Kreisen zu feiern. Hierbei wird die freundschaftliche Beziehung mit der Unterzeichnung einer weiteren Partnerschaftsurkunde noch einmal für die zukünftigen Jahre besiegelt.

#### Grândola
Mit dem Kreis Grândola im Distrikt Setúbal im portugiesischen Alentejo gibt es seit 1995 einen Jugendaustausch, seit 2001 eine Erweiterung um den Bereich „Berufliche Kurzzeitpraktika“.

### Jüdische Friedhöfe
Für den Rhein-Kreis Neuss sind 30 jüdische Friedhöfe dokumentiert: in Dormagen (2), in Grevenbroich (11), in Jüchen (5), in Korschenbroich (3), in Neuss (4), in Rommerskirchen (3) und in Meerbusch (2). Es sind schützenswerte Kulturdenkmäler – steinerne Zeugen für ehemals existierende jüdische Gemeinden und eines regen jüdischen Gemeindelebens bis in die 1930er Jahre.

### Sport
2021 bewarb sich der Kreis zusammen mit Neuss als Host Town für die Gestaltung eines viertägigen Programms für eine internationale Delegation der Special Olympics World Summer Games 2023 in Berlin. 2022 wurde er als Gastgeber für Special Olympics Senegal ausgewählt. Damit wurde er Teil des größten kommunalen Inklusionsprojekts in der Geschichte der Bundesrepublik mit mehr als 200 Host Towns.

## Wirtschaft
Der Rhein-Kreis Neuss gilt als einer der wirtschaftsstärksten Kreise Deutschlands. In dem 2019 veröffentlichten Zukunftsatlas der Prognos AG schneidet er als der Kreis mit den besten Zukunftschancen in Nordrhein-Westfalen ab. Bundesweit werden ihm mit Platz 70 von 401 Städten und Kreisen hohe Zukunftschancen bescheinigt. Besonders gute Ergebnisse mit dem bundesweiten Platz 54 erzielte der Rhein-Kreis Neuss dabei in den Kategorien Wirtschaftsstärke und Innovation.

## Gemeinden
| Name           | Einwohner | Fläche     | Einw./km² | Status                         | AGS        |
| -------------- | --------- | ---------- | --------- | ------------------------------ | ---------- |
| Dormagen       | 063.799   | 085.50 km² | 0746      | große kreisangehörige Stadt    | 05 162 004 |
| Grevenbroich   | 065.983   | 102.42 km² | 0644      | große kreisangehörige Stadt    | 05 162 008 |
| Jüchen         | 023.926   | 071.87 km² | 0333      | mittlere kreisangehörige Stadt | 05 162 012 |
| Kaarst         | 043.295   | 037.39 km² | 1158      | mittlere kreisangehörige Stadt | 05 162 016 |
| Korschenbroich | 034.600   | 055.26 km² | 0626      | mittlere kreisangehörige Stadt | 05 162 020 |
| Meerbusch      | 057.078   | 064.40 km² | 0886      | mittlere kreisangehörige Stadt | 05 162 022 |
| Neuss          | 154.317   | 099.52 km² | 1551      | große kreisangehörige Stadt    | 05 162 024 |
| Rommerskirchen | 014.079   | 060.08 km² | 0234      | kreisangehörige Gemeinde       | 05 162 028 |
| Gesamt (8)     | 457.077   | 576.44 km² | 0793      | –                              | 05 162     |

## Kfz-Kennzeichen
Am 1. Juli 1956 wurde der kreisfreien Stadt Neuß (später Neuss) bei der Einführung der bis heute gültigen Kfz-Kennzeichen das Unterscheidungszeichen NE zugewiesen. Es wird im Rhein-Kreis Neuss durchgängig bis heute ausgegeben.

Seit dem 19. August 2015 wird aufgrund der Kennzeichenliberalisierung auch wieder das alte Unterscheidungskennzeichen GV (Altkreis Grevenbroich) ausgegeben.